# إف جي أم-148 جافلن
إف جي أم-148 جافلن (بالإنجليزية: FGM-148 Javelin)‏ هو صاروخ أمريكي محمول موجه مضاد للدروع يتبع آلية أطلق وانس أوفد ليحل محل إم 47 دراغون في الخدمة العسكرية. تكساس إنسترومنتس ومارتن ماريتا صممتا الصاروخ والآن تقوم رايثيون ولوكهيد مارتن بتصنيعه للجيش الأمريكي. دخل الصاروخ في الخدمة في عام 1996، يزن كله مع وحدة الإطلاق 22.3 كغ أما وحدة الإطلاق وحدها تزن 6.4 كغ. مدى الأطلاق الفعال له من 75 إلى 2500 متر أما أقصى مدى أطلاق فهو 4,750 متر.
هناك طريقتان للصاروخ في القضاء على الهدف: الأولى هي عندما يكون الهدف مكشوف أمامه فيطير بإتجاه مباشرة، الثانية عندما يكون الهدف وراء حاجز عندها يطير الصاروخ إلى ارتفاع مناسب (أقصى ارتفاع 160 متر) لتجاوز الحاجز ثم ينزل ساقطاً على الهدف.

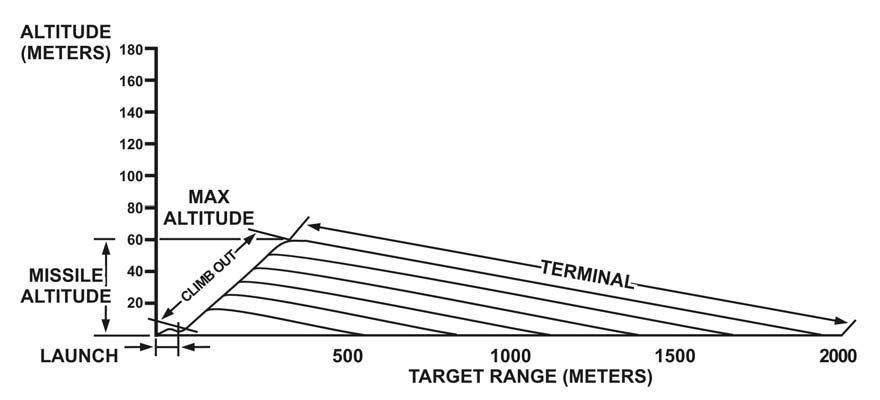
الطريقة الأولى للقضاء على الهدف: هجوم مباشر

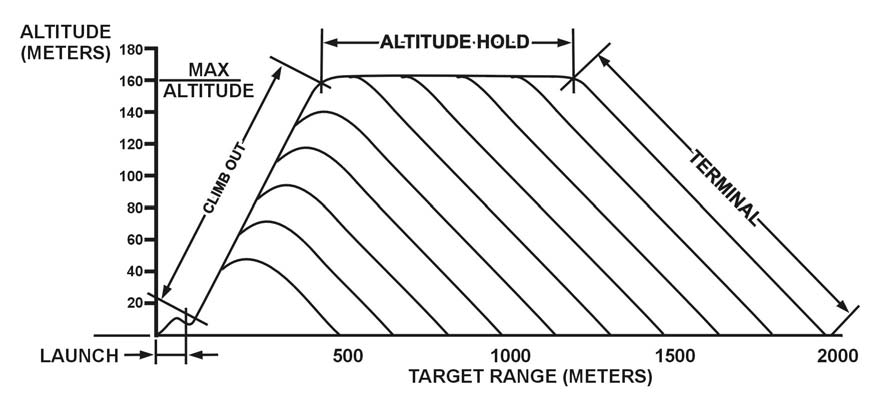
الطريقة الثانية للقضاء على الهدف: هجوم عامودي